# Galeria Ateneum
Galeria Ateneum – otwarta w 2007 roku katowicka galeria Teatru Ateneum.
W sali prób i w galerii na antresolii prezentowana jest twórczość ludzi teatru (projekty scenograficzne, lalki, fotografie). Przy galerii istnieje archiwum teatralne, magazyn lalek i elementów scenografii. Nad antresolą znajduje się pralnia i suszarnia kostiumów.
Galeria ma swoją siedzibę w Katowicach na ul. 3 Maja 25 w odrestaurowanych pomieszczeniach zabytkowej kamienicy (miasto zainwestowało 250 tys. zł).